# إيفان بودان
إيفان بودان (بالسويدية: Ivan Bodin)‏ (20 يوليو 1923 في السويد - 29 أغسطس 1991) هو لاعب كرة قدم سويدي في مركز الدفاع، شارك في كأس العالم 1950. وشارك مع منتخب السويد لكرة القدم. أما مع النوادي، فقد لعب مع أيك سولنا وMälarhöjdens IK ‏.

## مسيرته الكروية
لعب إيفان بودان خلال مسيرته الاحترافية مع نادِ واحدٍ في سبعة مواسم وسجل خلالها 15 هدفًا ضمن 107 مباراة. حيث فاز في موسمين بالكأس ولم يفز بأي دوري.
خاض إيفان بودان مسيرته مع نادي أيك سولنا في موسم 1948–49 ليلعب معه سبعة مواسم، مشاركًا في 107 مباراة سجل خلالها 15 هدفًا.

## وصلات خارجية
- إيفان بودان على موقع الاتحاد الدولي (مؤرشف)  (الإنجليزية)
- إيفان بودان على موقع اتحاد السويد (السويدية)
- إيفان بودان على موقع قاعدة بيانات كرة القدم.إي يو (الإنجليزية)
- إيفان بودان على موقع ناشيونال فوتبول تيمز (الإنجليزية)